# Cabana de volta dels Reguers
La Cabana de volta dels Reguers és un edifici de Mont-roig, al municipi dels Plans de Sió (Segarra), que forma part de l'Inventari del Patrimoni Arquitectònic de Catalunya.

## Descripció
Cabana de volta realitzada amb carreus i paredat col·locat en sec i cobert amb terra per donar més compacitat a la volta i a la càrrega. La porta d'entrada presenta una llinda superior irregular i presenta una coberta amb cúpula.